# 賢聖障子
賢聖障子（げんじょうのしょうじ）は、内裏紫宸殿の母屋と北廂とのさかいに立てられている押障子（間仕切）のこと。「北の障子」、「絹障子」（『江家次第』）ともいわれた。

## 解説
賢聖障子は紫宸殿の北廂九間のあいだに立てられた9枚の押障子であり、中央の間には上に負文亀、下に狛犬が描かれ、その東西すなわち左右のそれぞれ一間に古代中国の賢聖の画像が4人ずつ、あわせて32人の像がある。障子の上には色紙形が設けてありその下に賢聖像、裏（北側）には極彩色の花鳥が描かれる。色紙形には各賢聖の事蹟が記されるが、『禁秘抄』や『古今著聞集』によれば古くは色紙形には本文を書かずにおいたことがあったと言い、また裏側は花鳥ではなく唐花が描かれていたという。
賢聖障子は弘仁年間に書画され、陽成天皇の時代に完成したとも（『皇年代略』）、または寛平年間に初めて巨勢金岡に描かせたとも伝わる（『古今著聞集』）。色紙形の文は小野道風が七度も揮毫したという（『本朝文粋』）。この障子は古くは儀式などの折にだけ立てられ、普段は取り外して別の場所に保管したが、里内裏が閑院内裏に置かれて以降、常に立てられるようになった。現存最古の賢聖障子は、狩野派の絵師狩野孝信が慶長19年（1614年）に描いたもので、現在仁和寺が所蔵し重要文化財に指定されている。
江戸時代になって寛政元年（1789年）の内裏造営の時に、江戸幕府は図像の冠服を儒学者柴野邦彦に命じて考証させ、住吉廣行に像を描かせた。当時中央上部の負文亀の図が蓬莱図になっていたのを古式に復し改め、賢聖像も32人のうち馬周、房玄齢、杜如晦の3人は土佐家伝来の図に、羊祜以下倪寛までの8人は『年中行事絵巻』に見える図像に基づいて描き、蘧伯玉、虞世南の2人は孔門弟子の図と十八学士のなかから選考し、ほかの13人もそれぞれ古書に徴した図様とした。色紙の文は賀茂保孝が記した。しかし嘉永7年（1854年）、内裏炎上の際に賢聖障子を取り出すも障子のなかには大破するものもあったので、住吉弘貫に画を修補させ、色紙の文字を賀茂保誠に補わせた。
32人の賢聖の名と色紙形の色目は以下の通りである。色紙形の大きさは縦1尺9寸、幅9寸3分。
| 場所     | 人物   | 色紙形の色 |
| -------- | ------ | ---------- |
| 東第一図 | 馬周   | 薄緑、白   |
| 東第一図 | 房玄齢 | 藍、赤     |
| 東第一図 | 杜如晦 | 薄紅、黄   |
| 東第一図 | 魏徴   | 紫、紺     |
| 東第二図 | 諸葛亮 | 薄藍、紅   |
| 東第二図 | 蘧伯玉 | 薄赤、黄   |
| 東第二図 | 張良   | 薄紫、緑   |
| 東第二図 | 第五倫 | 紺、白     |
| 東第三図 | 管仲   | 紺、薄紺   |
| 東第三図 | 鄧禹   | 白、藍     |
| 東第三図 | 子産   | 赤、薄紅   |
| 東第三図 | 蕭何   | 黄、紫     |
| 東第四図 | 伊尹   | 薄赤、黄   |
| 東第四図 | 傅説   | 黄、紫     |
| 東第四図 | 仲山甫 |            |
| 東第四図 | 太公望 |            |
| 西第一図 | 李勣   | 緑、紅     |
| 西第一図 | 虞世南 | 黄、紺     |
| 西第一図 | 杜預   | 白、薄黄   |
| 西第一図 | 張華   | 薄赤、薄藍 |
| 西第二図 | 羊祜   | 紺、黄     |
| 西第二図 | 揚雄   | 薄緑、紫   |
| 西第二図 | 陳寔   | 白、赤     |
| 西第二図 | 班固   | 薄紅、藍   |
| 西第三図 | 桓栄   | 緑、薄紫   |
| 西第三図 | 鄭玄   | 白、紺     |
| 西第三図 | 蘇武   | 薄赤、薄藍 |
| 西第三図 | 倪寛   | 黄、紅     |
| 西第四図 | 董仲舒 | 赤、白     |
| 西第四図 | 文翁   | 薄紅、藍   |
| 西第四図 | 賈誼   | 紫、黄     |
| 西第四図 | 叔孫通 | 薄緑、紺   |